# Cidariophanes psittacaria
Cidariophanes psittacaria är en fjärilsart som beskrevs av William Schaus 1901. Cidariophanes psittacaria ingår i släktet Cidariophanes och familjen mätare. Inga underarter finns listade i Catalogue of Life.